# 七面鳥 (モネ)

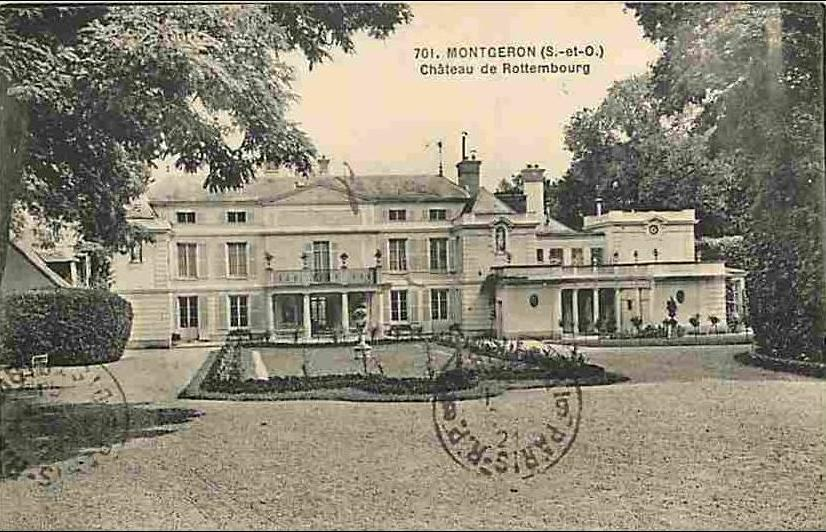
1900年のロッテンブール館

『七面鳥』（しちめんちょう、仏: Les Dindons）は、1877年にフランスの画家、クロード・モネによって描かれた油彩の絵画。パリのオルセー美術館が所有している。

## 概要
クロード・モネは1860年代末にサロンで落選した後、1874年の印象派展に『印象・日の出』などを出展するも、まだあまり画家としては有名ではなかった。1876年夏から秋にかけて、パトロンであったパリの百貨店経営者、エルネスト・オシュデが1870年から所有するモンジュロンの別荘ロッテンブール館に滞在した。モネはロッテンブール館の居間を飾るために、高さ175cmほどの4点の大作の制作を依頼された
。そのうちの1点が『七面鳥』で、ロッテンブール館の大きな邸の庭で放し飼いにされている七面鳥が描かれ、後景には、ロッテンブール館が描かれている。パトロンのエルネスト・オシュデは百貨店の経営難により1877年に倒産し、絵画コレクションと邸は1878年に競売にかけられた。
その後、1947年に『七面鳥』はルーブル美術館に寄贈され、1986年からオルセー美術館で展示されている。
4点の装飾的な作品を制作することで、装飾的な大作の構成の経験を積んだモネは1890年代からの『睡蓮』の連作をしている。

## ロッテンブール館の部屋を飾るためにモネが描いた他の作品

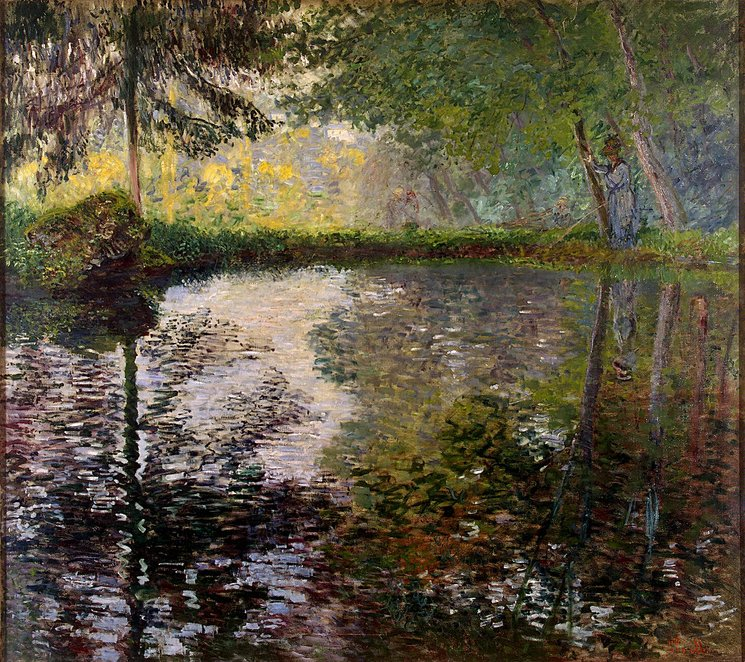
『モンジェロンの池（Étang à Montgeron）』 エルミタージュ美術館
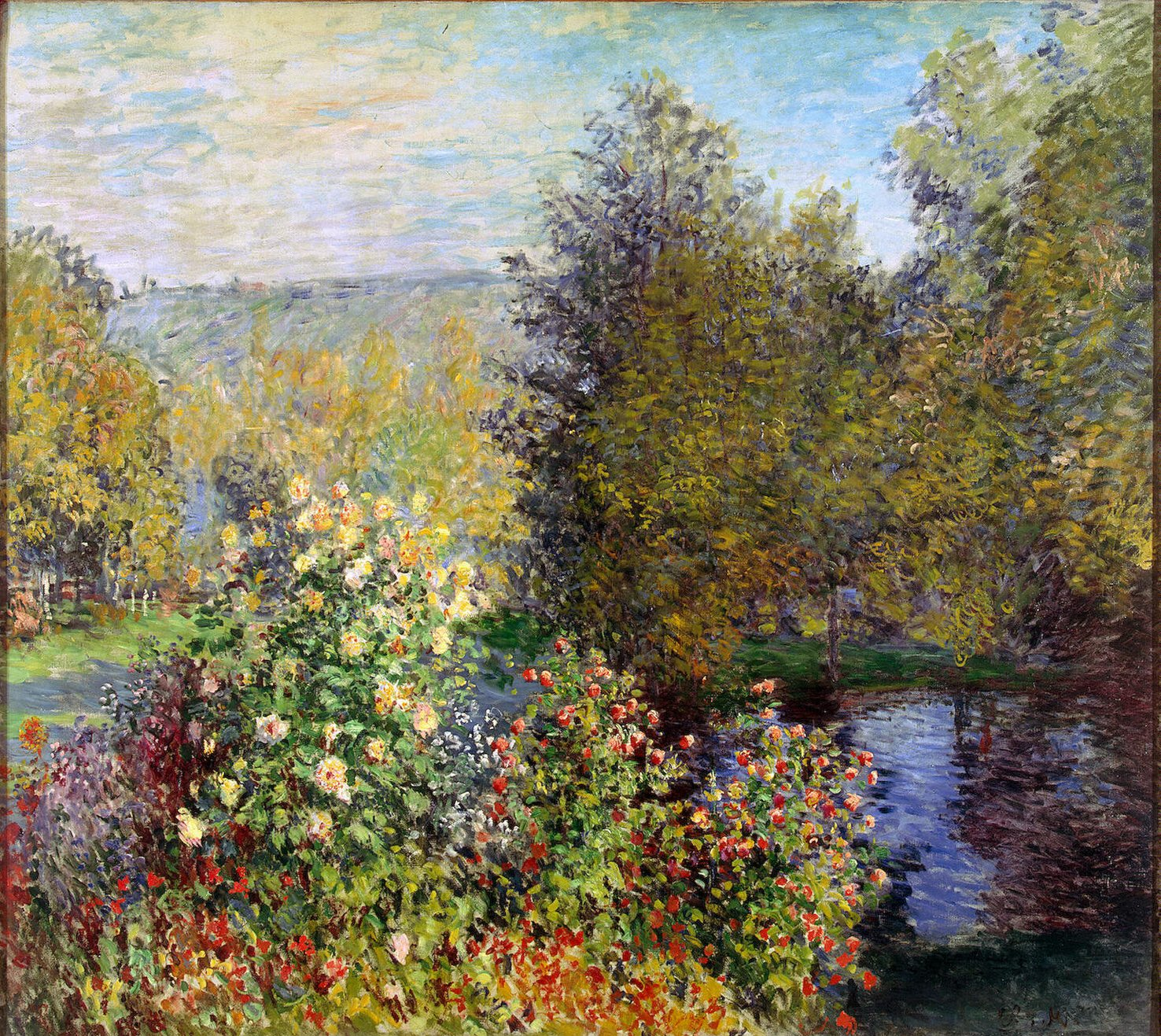
『モンジュロンの庭園の一角（Coin de Jardin à Montgeron）』 エルミタージュ美術館
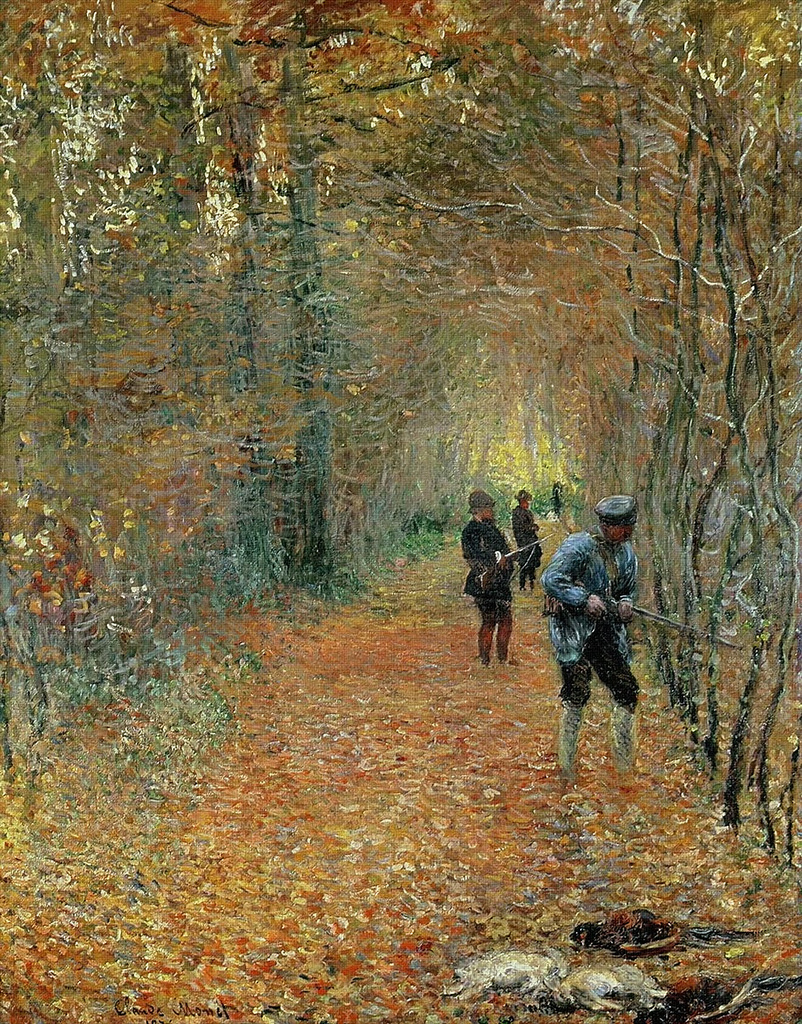
『狩り（La Chasse）』 個人蔵